# 둔촌대로
둔촌대로(遁村大路)는 경기도 성남시 중원구 성남동에서 상대원동까지 이르는 성남시의 간선도로로, 총 연장은 약 5.5 km이며, 지방도 제338호선의 일부를 이룬다.

## 유래
본 도로명의 유래는 하대원동에 위치하고 있는 둔촌 이집 묘역에서 따온 것이다.

## 통과하는 지역
- 성남시 (중원구)
  - 성남동 - 하대원동 - 상대원2동 - 상대원1동

## 주변 시설
- 모란시장
- 일룸
- 위니아
- 중원청소년수련관
- 성남테크노과학고등학교
- 하대원동 주민센터
- 중원구청
- 성남농수산물도매시장
- 하대원공설시장
- 성남실내체육관
- 검단초등학교
- 대상 성남 육가공공장
- 한일시멘트 성남공장

## 접촉하는 도로
- 순환로
- 갈마치로
- 희망로
- 공원로
- 성남대로
- 탄천로
- 직결 : 이배재로

## 철도 연계역
- 모란역 (수도권 전철 분당선, 서울 지하철 8호선의 환승역)